# 水泥路街道
水泥路街道，原名“水泥街道”，是中国黑龙江省哈尔滨市道外区下辖的一个街道。

## 行政区划
东街道下辖以下地区：
虚拟天鹅社区。